# Peter Ludwig von der Pahlen
Peter Ludwig von der Pahlen (lub Piotr Aleksiejewicz Pahlen) (ur. 28 lipca 1745, zm. 25 lutego 1826) – Niemiec kurlandzki, rosyjski wojskowy, polityk i dworzanin, konspirator i uczestnik zamachu na cara Pawła I. Jego synem był Fiodor Piotrowicz Pahlen, a zięciem Christoph Johann Friedrich von Medem.
Od 1760 służył w wojsku, brał udział w wojnie z Turcją 1768-1774. Wyróżnił się w walkach z Turkami w latach 1787–1792, m.in. podczas zdobywania Oczakowa. 1792–1797 był gubernatorem miasta-twierdzy Ryga. Cara Pawła nienawidził, ponieważ władca pozbawił go w roku 1797 tego stanowiska. W latach 1798–1801 był gubernatorem wojskowym Petersburga.
Pomimo tego, że był jednym z ludzi, którym Aleksander I zawdzięczał tron, znienawidzony przez carycę Marię Fiodorowną, dwa tygodnie po zabójstwie cara, został zwolniony ze służby i zmuszony do wyjazdu do dóbr w Ekawie.
Odznaczony Orderem Świętego Andrzeja Apostoła Pierwszego Powołania, Orderem Świętego Aleksandra Newskiego, Orderem Świętego Jerzego III i IV klasy, Orderem Świętego Włodzimierza I klasy, Orderem Świętej Anny I klasy, pruskim Orderem Świętego Jana Jerozolimskiego.
Wzmiankowany w Dziadach Adama Mickiewicza jako symbol królobójcy. Jeden z drugoplanowych bohaterów mówi o perspektywie zesłania: „Gdy będę na zaludnieniu, pojmę córeczkę Tatara – może w moim pokoleniu zrodzi się Palen dla cara”.